# The Big Pink
The Big Pink - londyński duet grający szeroko pojętą muzykę rockową. W jego skład wchodzą Robbie Furze (wokal) i Milo Cordell (syntezator). W 2008 roku ukazał się debiutancki album The Big Pink zatytułowany A Brief History of Love. Teledysk do singla "Dominos" został wyreżyserowany przez Timothy’ego Saccentiego, który pracował już między innymi dla Battles, Jamiem Lidellem i Animal Collective. 

## Dyskografia
Albumy
- A Brief History of Love (2008)
- Future this (2012)

Single
- Too young to love (2008)
- Velvet (2009)
- Stop The World (2009)
- Dominos (2009)
- Stay Gold(2011)
- Hit The Ground(2012)
- Give It Up(2012)
- Lose Your Mind(2012)